# Tapio Rautavaara
Kaj Tapio Rautavaara, detto Tapsa (Pirkkala, 8 marzo 1915 – Helsinki, 25 settembre 1979), è stato un giavellottista, cantante e attore finlandese.

## Biografia
Registrò un totale di 310 canzoni, alcune delle quali sono diventate famose, come Isoisän olkihattu, Reppu ja reissumies e Korttipakka.
Come atleta vinse la medaglia d'oro nella specialità del lancio del giavellotto ai Giochi della XIV Olimpiade di Londra con la misura di 69,77; in precedenza aveva ottenuto la medaglia di bronzo ai campionati europei di atletica del 1946 ad Oslo con la misura di 66,40 m.

## Filmografia
- Vain sinulle (1945)
- Synnin jäljet (1946)
- Kuudes käsky (1947)
- Kultamitalivaimo (1947)
- Sinut minä tahdon (1949)
- Aila, Pohjolan tytär (1951)
- Rion yö (1951)
- Salakuljettajan laulu (1952)
- Pekka Puupää (1953)
- Kaksi hauskaa vekkulia (1953)
- Me tulemme taas (1953)
- Kummituskievari (1954)
- Veteraanin voitto (1955)
- Villi Pohjola (1955)
- Kaunis Kaarina (1955)
- Ingen morgondag (1957)
- Kahden ladun poikki (1958)
- Suuri sävelparaati (1959)
- Molskis, sanoi Eemeli, molskis! (1960)
- Tähtisumua (1961)
- Villin Pohjolan salattu laakso (1963)
- X-Paroni (1964)
- Anna (1970)